# 金山路 (苏州市)
金山路是江苏省苏州市虎丘区、吴中区的道路，有东西向、南北向两条。

## 东西向
东西向金山路东起京杭运河西岸运河路，西至浒关镇观音山路，全长6千米，沿途经过地铁狮子山站。部分路段称金山东路。

## 南北向
南北向金山路北接湘江路，南接木渎镇翠坊路，全长3.6千米。沿途经过地铁木渎站。部分路段称金山南路。